# فقد غاماغلوبولين الدم المرتبط بالصبغي إكس
فقد غاماغلوبولين الدم المرتبط بالصبغي إكس، اضطراب وراثي نادر اكتُشف عام 1952، يؤثر في قدرة الجسم على مقاومة العدوى. نظرًا لأن شكل فقد غاماغلوبولين الدم مرتبط بالصبغي إكس، يكون أكثر شيوعًا لدى الذكور. في الأشخاص المصابين بهذا المرض، لا تنتج عملية تكوين كريات الدم البيضاء خلايا بائية ناضجة، ويتظاهر ذلك على شكل فقد كامل أو شبه كامل للبروتينات المسماة غاماغلوبولين، بما في ذلك الأجسام المضادة، في مجرى الدم. تعد الخلايا البائية جزءًا من الجهاز المناعي وتصنِّع الأجسام المضادة (تسمى أيضًا الغلوبولينات المناعية)، التي تحمي الجسم من العدوى من خلال توفير استجابة مناعية خلطية. يعد المرضى المصابون بفقد غاماغلوبولين الدم المرتبط بالصبغي إكس غير المعالج معرضين للإصابة بأخماج خطيرة وحتى قاتلة. تحدث طفرة في جين بروتون التيروزين كيناز (بي تي كيه) وتؤدي إلى إعاقة شديدة في نمو الخلايا البائية (من مرحلة ما قبل الخلية البائية حتى مرحلة الخلية البائية غير الناضجة) وانخفاض إنتاج الغلوبولين المناعي في المصل. يعد جين بروتون التيروزين كيناز مسؤولًا بصفة خاصة عن التوسط في تطور الخلايا البائية ونضجها من خلال تأثير الإشارة على مستقبل الخلية البائية بي سي آر. يتظاهر المرضى عادةً في مرحلة الطفولة المبكرة بالتهابات متكررة، أشيع أسبابها الجراثيم الممحفظة خارج الخلوية. تعد معدلات الإصابة بفقد غاماغلوبولين الدم المرتبط بالصبغي إكس منخفضة نسبيًا، إذ يبلغ معدل حدوثه 1 تقريبًا من كل 200,000 ولادة حية وبتواتر يقدر بنحو 1 من كل 100,000 مولود ذكر. لا يوجد استعداد عرقي للإصابة بالمرض. يُعالج هذا المرض عن طريق تسريب الأجسام المضادة البشرية. لا يمكن للعلاج بالغاماغلوبولين المُجمَّع أن يعوض التعداد الوظيفي للخلايا البائية، ولكنه يكفي لتخفيف شدة وعدد الأخماج بفضل المناعة السلبية التي تمنحها الأجسام المضادة الخارجية.
ينتج فقد الغاماغلوبولين المرتبط بالصبغي إكس عن طفرة في جين واحد على الصبغي إكس (إكس كيو 21.3-كيو 22)، حُدد الجين المسؤول عام 1993 والذي ينتج إنزيمًا يعرف باسم بروتون التيروزين كيناز، أو بي تي كيه. حدد الطبيب أوغدن بروتون سمات المرض لأول مرة في ورقة بحثية رائدة نُشرت في عام 1952، وصف فيها صبيًا غير قادر على تطوير مناعة ضد أمراض الأطفال الشائعة والعدوى. يعد المرض أول نقص مناعي معروف، ويُصنف ضمن الاضطرابات الموروثة (وراثية) في جهاز المناعة، والتي تُعرف باسم اضطرابات نقص المناعة الأولية.

## العلامات والأعراض
يصيب هذا المرض الذكور بنسبة 50% إذا كانت الأم حاملة للجين. يعد الأطفال عمومًا لاعرضيين حتى عمر 6-9 أشهر حين تنخفض كمية الغاماغلوبولين القادمة من الأم. يتظاهر بأخماج متكررة بالمكورات العقدية الرئوية، والمستدميات النزلية، والمفطورات الرئوية، وفيروس التهاب الكبد، والتهابات الجهاز العصبي المركزي بالفيروس المعوي. يبدي الفحص وجود نقص تنسج لمفاوي (اللوزتين والزوائد الأنفية، لا يحدث تضخم الطحال أو تضخم العقد اللمفية). يظهر انخفاض كبير في جميع الغلوبولينات المناعية.